# Sèvres - Babylone (métro de Paris)
Pour les articles homonymes, voir Sèvres et Babylone (homonymie).
Sèvres - Babylone est une station des lignes 10 et 12 du métro de Paris, située à la limite des 6e et 7e arrondissements de Paris.

## Situation
La station est implantée à l'intersection entre le boulevard Raspail, la rue de Sèvres et la rue de Babylone, les quais étant établis :
- sur la ligne 10 (entre les stations Vaneau et Mabillon, séparée de cette dernière par la station fantôme Croix-Rouge), orientée nord-est/sud-ouest sous la rue de Sèvres au sud-ouest du croisement, en lisière du square Boucicaut entre la rue Velpeau et le boulevard Raspail ;
- sur la ligne 12 (entre Rue du Bac et Rennes), approximativement orientée nord/sud sous le boulevard Raspail, au nord du carrefour, entre la rue de Sèvres et la rue de la Chaise.

## Histoire
La station est ouverte le 5 novembre 1910 avec la mise en service du premier tronçon de la ligne A de la Société du chemin de fer électrique souterrain Nord-Sud de Paris (dite Nord-Sud), entre Porte de Versailles et Notre-Dame-de-Lorette.
Elle doit sa dénomination initiale de Sèvres - Croix-Rouge à sa proximité avec la rue de Sèvres, ancien chemin qui conduisait au XIIIe siècle de Paris à Sèvres, mais aussi avec le carrefour dénommé « carrefour de la Croix-Rouge » au XVIIIe siècle, situé plus à l'est au début de la rue du Cherche-Midi. Le 30 décembre 1923, la station de la ligne 10 de la Compagnie du chemin de fer métropolitain de Paris (dite CMP) est ouverte à son tour à l'occasion de la mise en service de son premier tronçon entre Invalides et l'actuelle station fantôme Croix-Rouge.
Afin d'éviter toute confusion avec cette dernière, les stations des deux lignes sont dénommées Sèvres - Babylone depuis lors, soulignant ainsi leur proximité avec la rue de Babylone, autre ancien chemin qui se perd dans la plaine de Grenelle et qui doit depuis 1673 son nom à l'évêque de Babylone qu'est Jean Duval dit Monsieur de Babylone puis Bernard de Sainte Thérèse.
À l'origine, le point d'arrêt de la ligne 10 (CMP) devait s'appeler Babylone, tandis que celui de la ligne A (Nord-Sud) devait être dénommé Sèvres. La ville oblige les deux compagnies concurrentes à faire station commune, mais on peut remarquer sur les faïences que les rancunes sont tenaces, la station de la ligne 10 indiquant Sèvres-Babylone (Babylone en gros), et celle de la ligne A Sèvres-Babylone (Sèvres en gros). Le 27 mars 1931, la ligne A devient la ligne 12 à la suite de l'absorption de la société du Nord-Sud par la CMP le 1er janvier 1930.
Dans le cadre du programme « Renouveau du métro » de la RATP, les couloirs de la station sont rénovés le 21 octobre 2005.
Jusqu'en 2008, les quais de la ligne 10 présentent une exposition sur l’écologie, avec des vitrines sur le recyclage des déchets, les énergies renouvelables ou la consommation d’eau et d’électricité dans le monde. À cette date, elles sont renouvelées par des panneaux portant spécifiquement sur les engagements du Grenelle de l'environnement. Elles sont entièrement déposées à la fin de l'année 2015 (leurs traces au sol demeurant encore visibles cependant). À cette occasion, les carreaux biseautés verts et jaunes en haut des pieds-droits ont été remplacés par des carreaux blancs, mettant ainsi fin à la décoration originale de ces quais. Ceux de couleur verte formaient des motifs en zigzag, tandis que les carreaux de couleur jaune étaient alignés et recevaient des dessins.
En 2019, 5 037 509 voyageurs transitent par cette station ce qui la place à la 80e position des stations de métro pour sa fréquentation.
En 2020, avec la crise du Covid-19, 2 441 636 voyageurs sont entrés dans cette station, ce qui la place à la 90e position des stations de métro pour sa fréquentation.
En 2021, la fréquentation remonte progressivement, avec 3 392 504 voyageurs qui sont entrés dans cette station ce qui la place à la 88e position des stations de métro pour sa fréquentation.

## Services aux voyageurs

### Accès
La station dispose de trois accès :
- Accès no 1 « rue de Sèvres » : un escalier fixe orné d'un candélabre Dervaux, débouchant au droit du 18, rue de Sèvres ;
- Accès no 2 « rue Velpeau - Le Bon Marché » : entrée attenante au square Boucicaut, à l'angle des rues de Sèvres et Velpeau, constituée d'un court escalier fixe divergeant en deux escaliers chacun agrémenté d'un mât Dervaux et un escalier mécanique montant au centre ;
- Accès no 3 « boulevard Raspail côté des nos  pairs - square Boucicaut » : sortie attenante à l'entrée orientale du square Boucicaut, constituée d'un escalier fixe doublé d'un escalier mécanique montant en provenance du quai de la ligne 12 en direction direction Mairie d'Issy.

Accès à la station
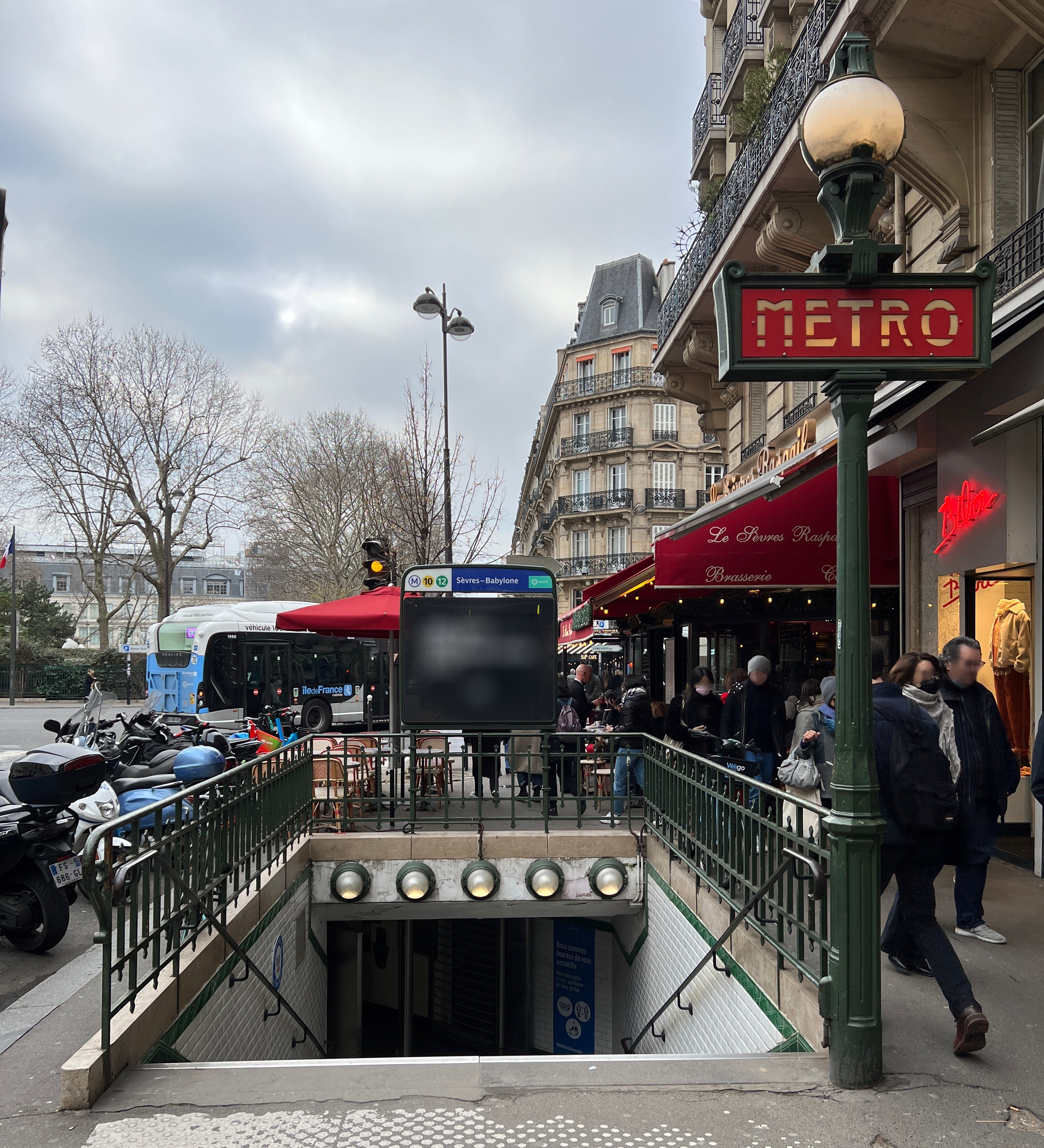
L'accès no 1 « Rue de Sèvres ».
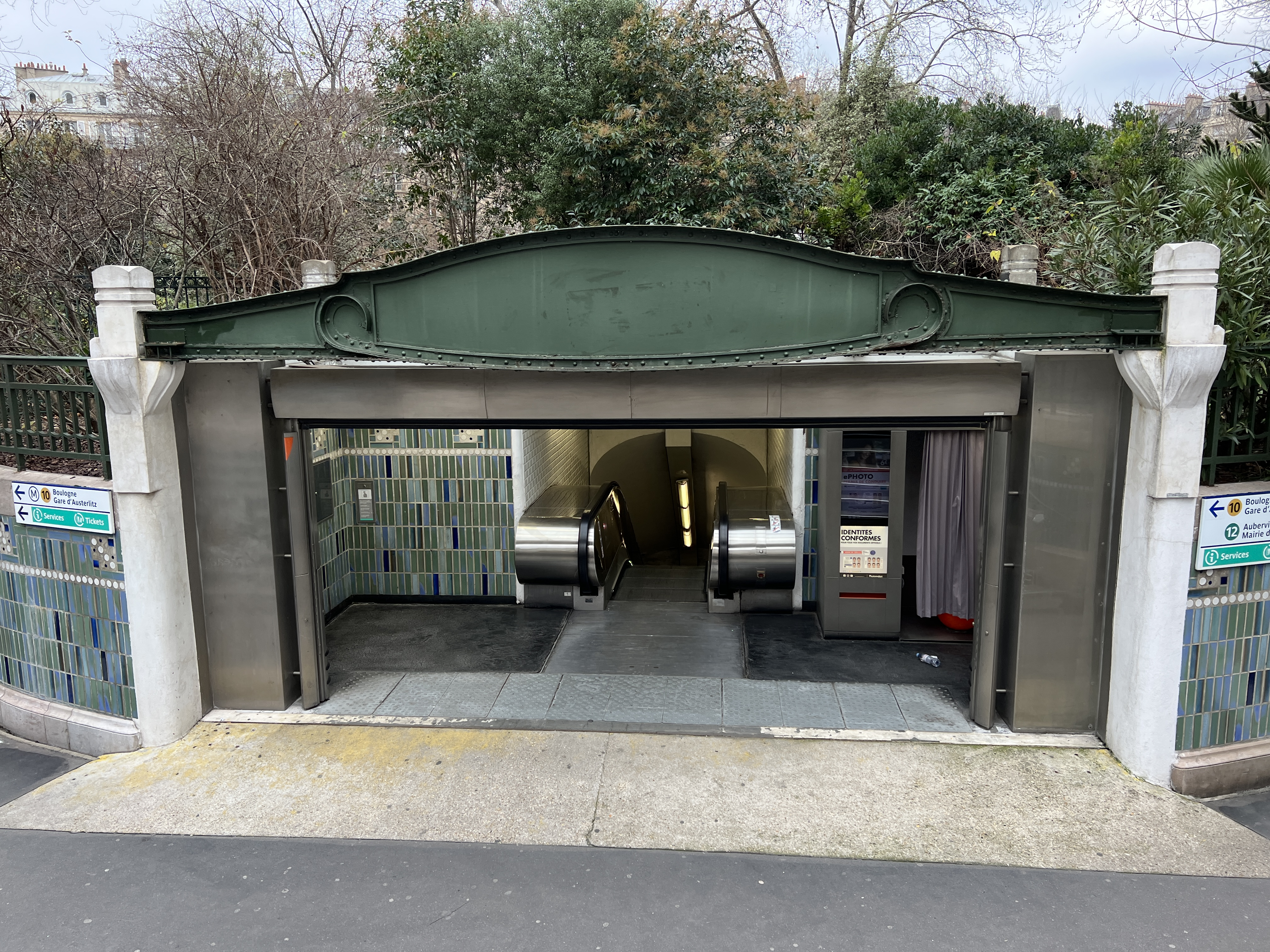
L'accès no 2 « Rue Velpeau ».
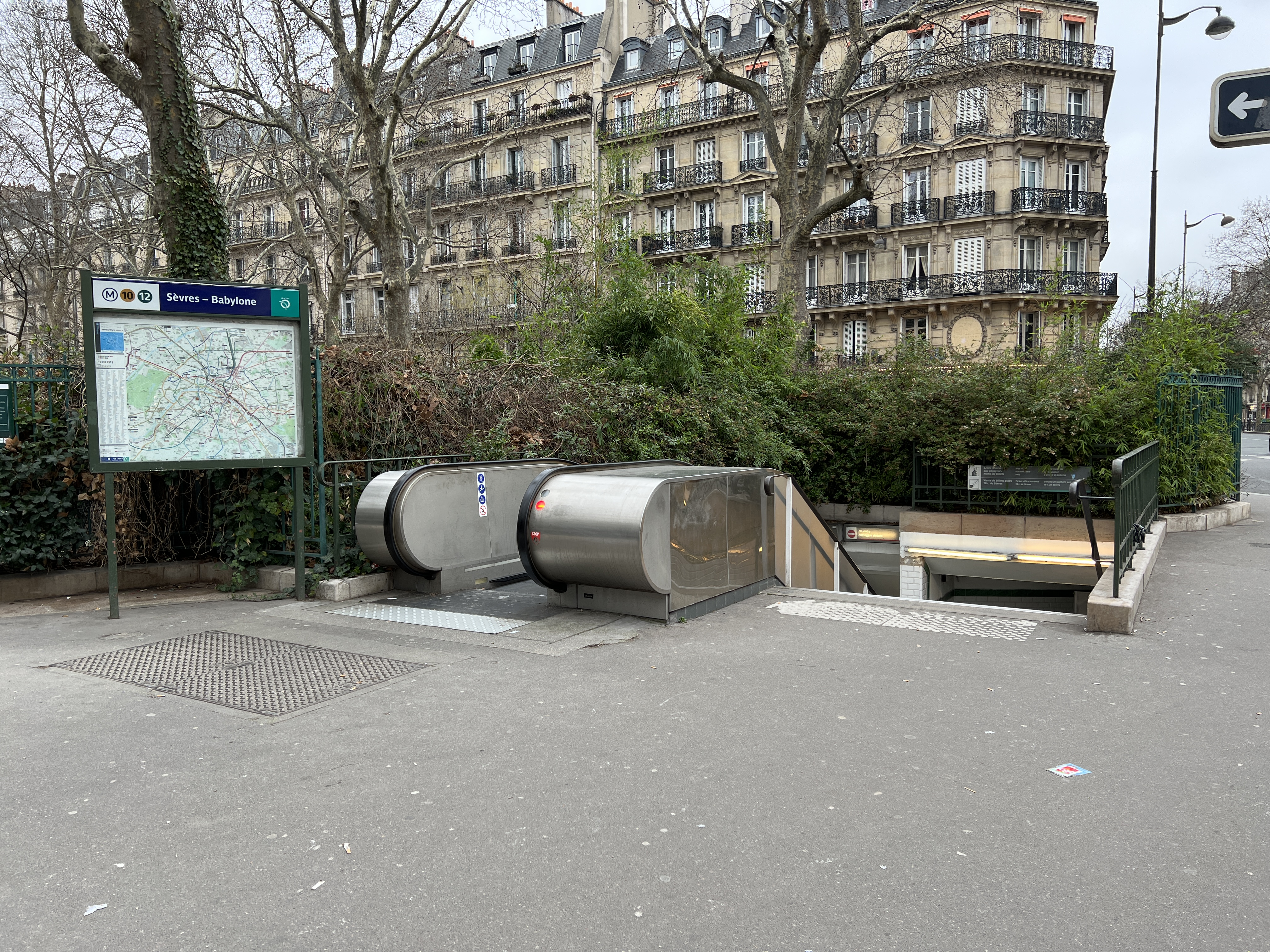
L'accès no 3 « Boulevard Raspail ».

.

### Quais
Les quais des deux lignes sont de configuration standard : au nombre de deux par point d'arrêt, ils sont séparés par les voies du métro situées au centre et la voûte est elliptique.
Sur la ligne 10, la décoration est du style utilisé pour la majorité des stations du métro : les bandeaux d'éclairage sont blancs et arrondis dans le style « Gaudin » du renouveau du métro des années 2000, et les carreaux en céramique blancs biseautés recouvrent les piédroits, la voûte et les tympans. Les cadres publicitaires sont en faïence de couleur miel et le nom de la station est également en faïence dans le style de la CMP d'origine. Les sièges caractéristiques du style « Motte », sont de couleur verte.
Sur la ligne 12, la voûte est semi-elliptique, forme spécifique aux anciennes stations du Nord-Sud. Le carrelage et la céramique en reprennent le style décoratif avec des cadres publicitaires et les entourages du nom de la station de couleur verte, des dessins géométriques verts sur les piédroits et la voûte, le nom inscrit en céramique blanche sur fond bleu de petite taille au-dessus des cadres publicitaires et de très grande taille entre ces cadres, ainsi que les directions incorporées dans la faïence sur les tympans. Les carreaux en céramique blancs biseautés recouvrent les piédroits, la voûte et les tympans. L'éclairage est assuré par deux bandeaux-tubes et les quais sont équipés de bancs en lattes de bois.

### Intermodalité
La station est desservie par les lignes 63, 68, 70, 83, 84, 86 et 94 du réseau de bus RATP.

## À proximité
- Le Bon Marché
- L'hôtel Lutetia
- Institut d'études politiques de Paris
- Prépa ISP

Ligne 10
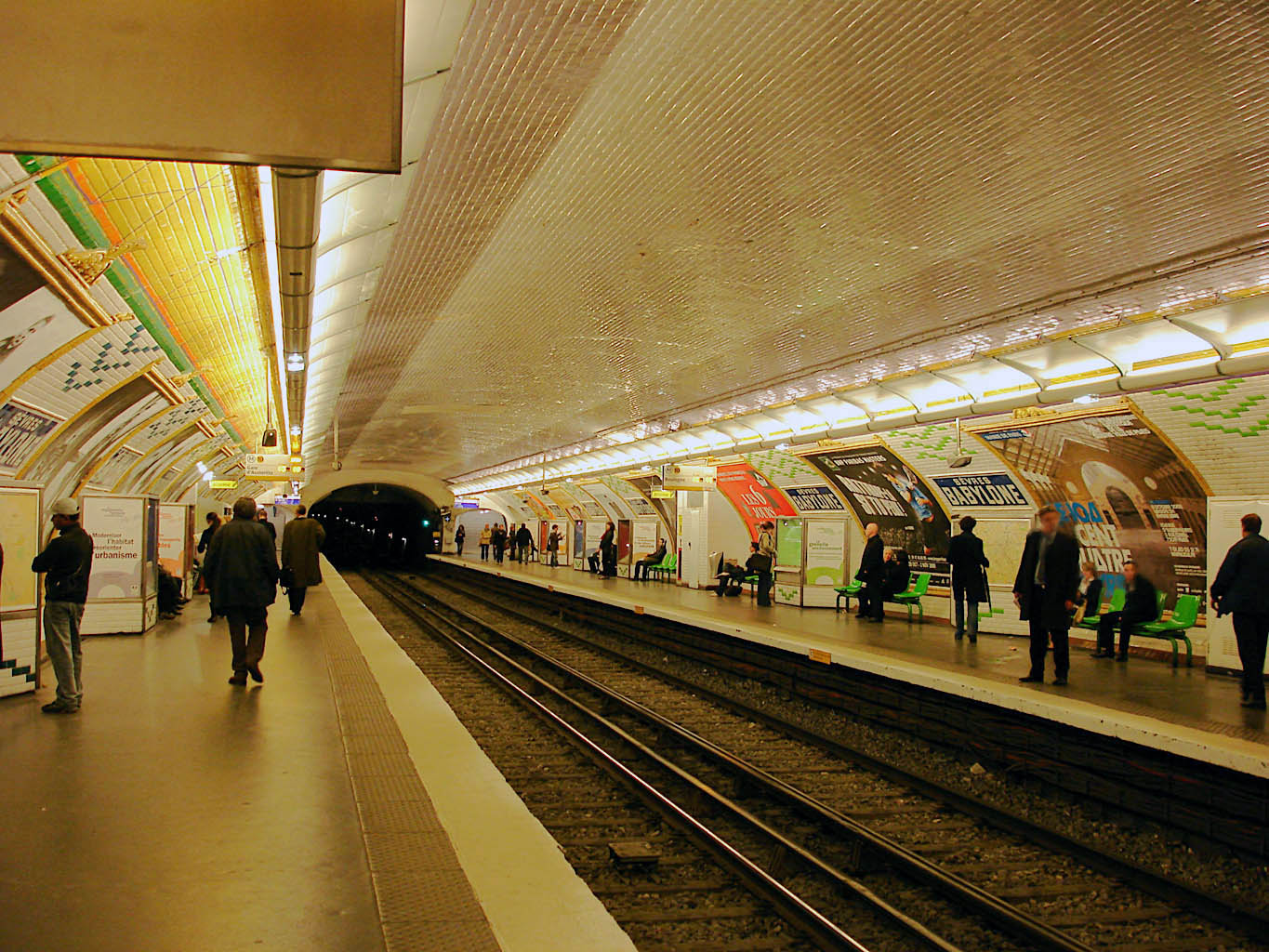
Quais.
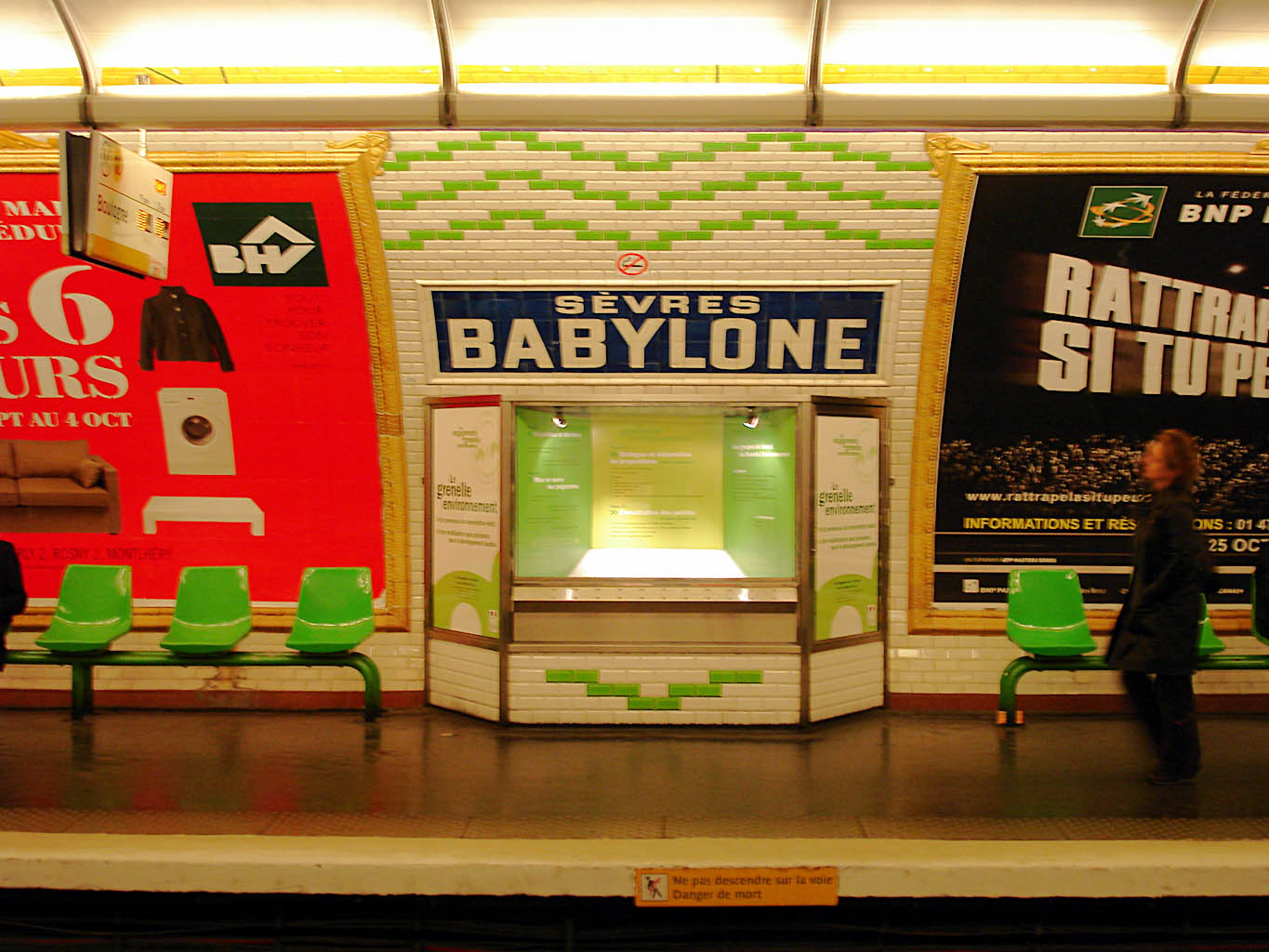
Vitrine sur le Grenelle de l'environnement.
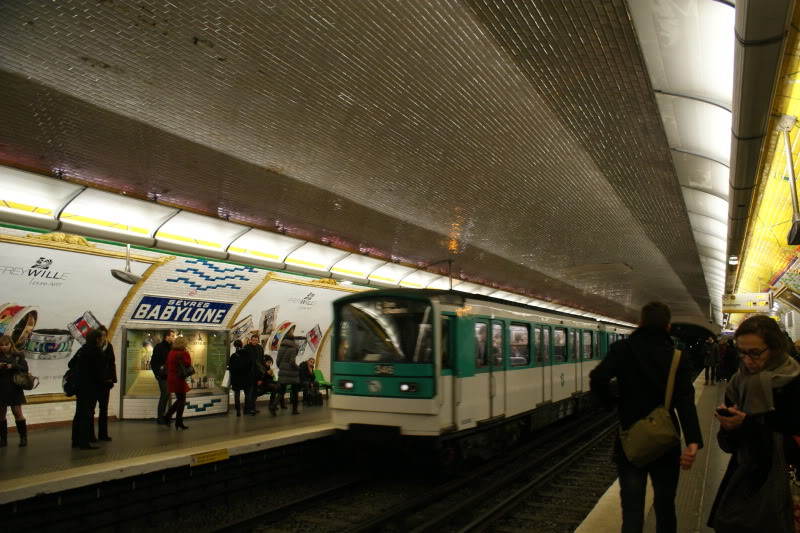
Une rame MF 67 arrivant en station.

Ligne 12
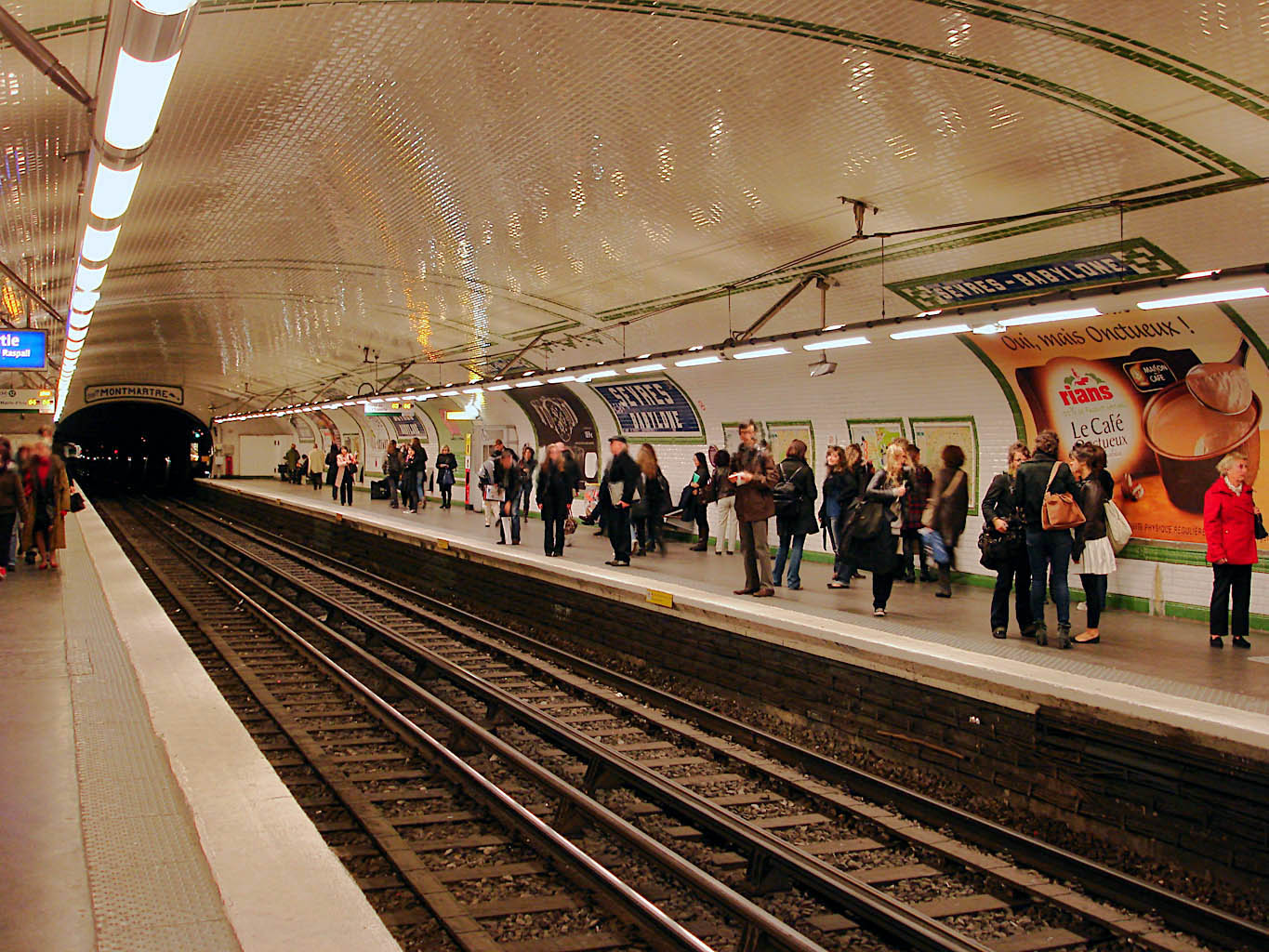
Quais.
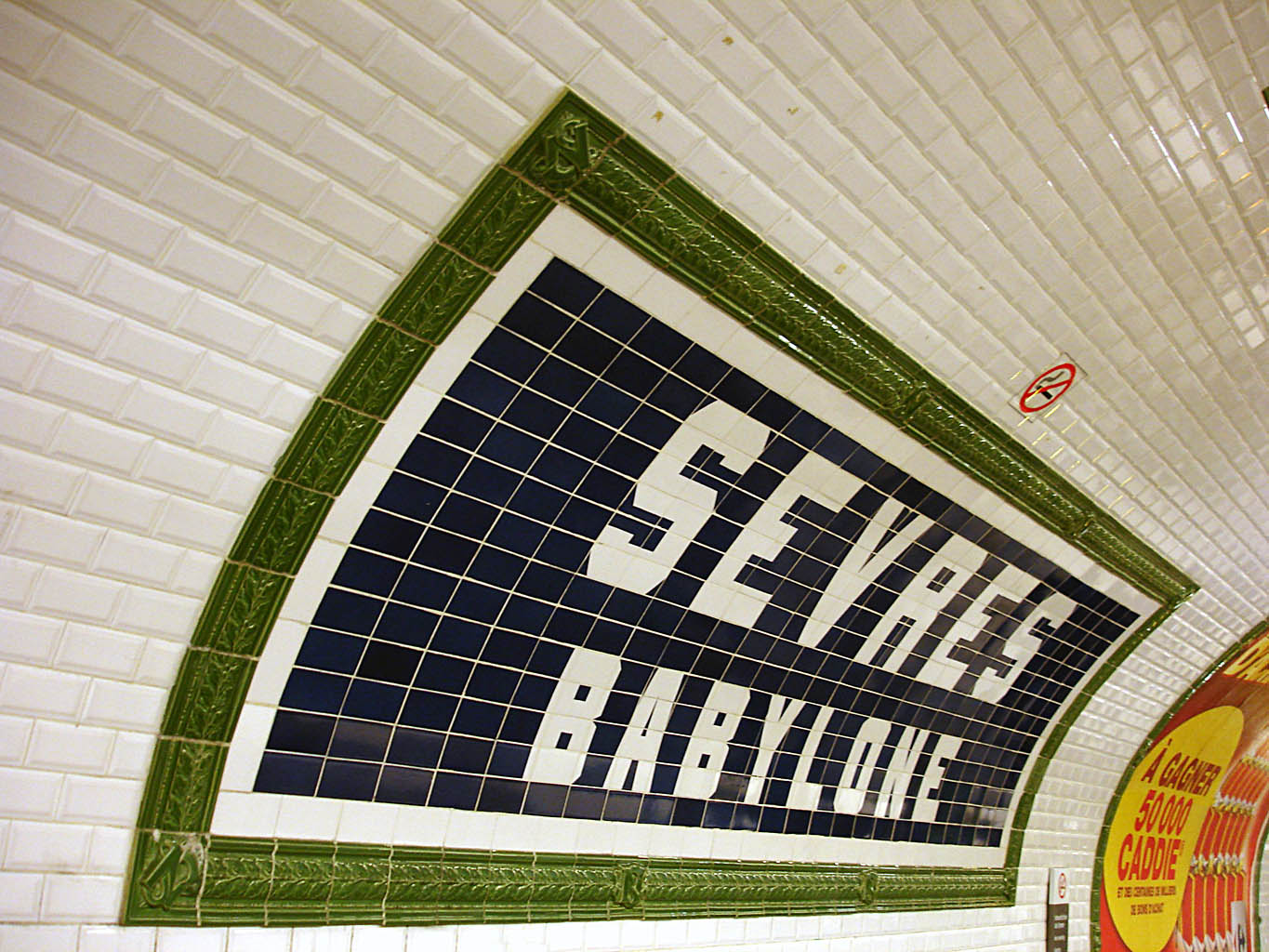
Plaque nominative en faïence.
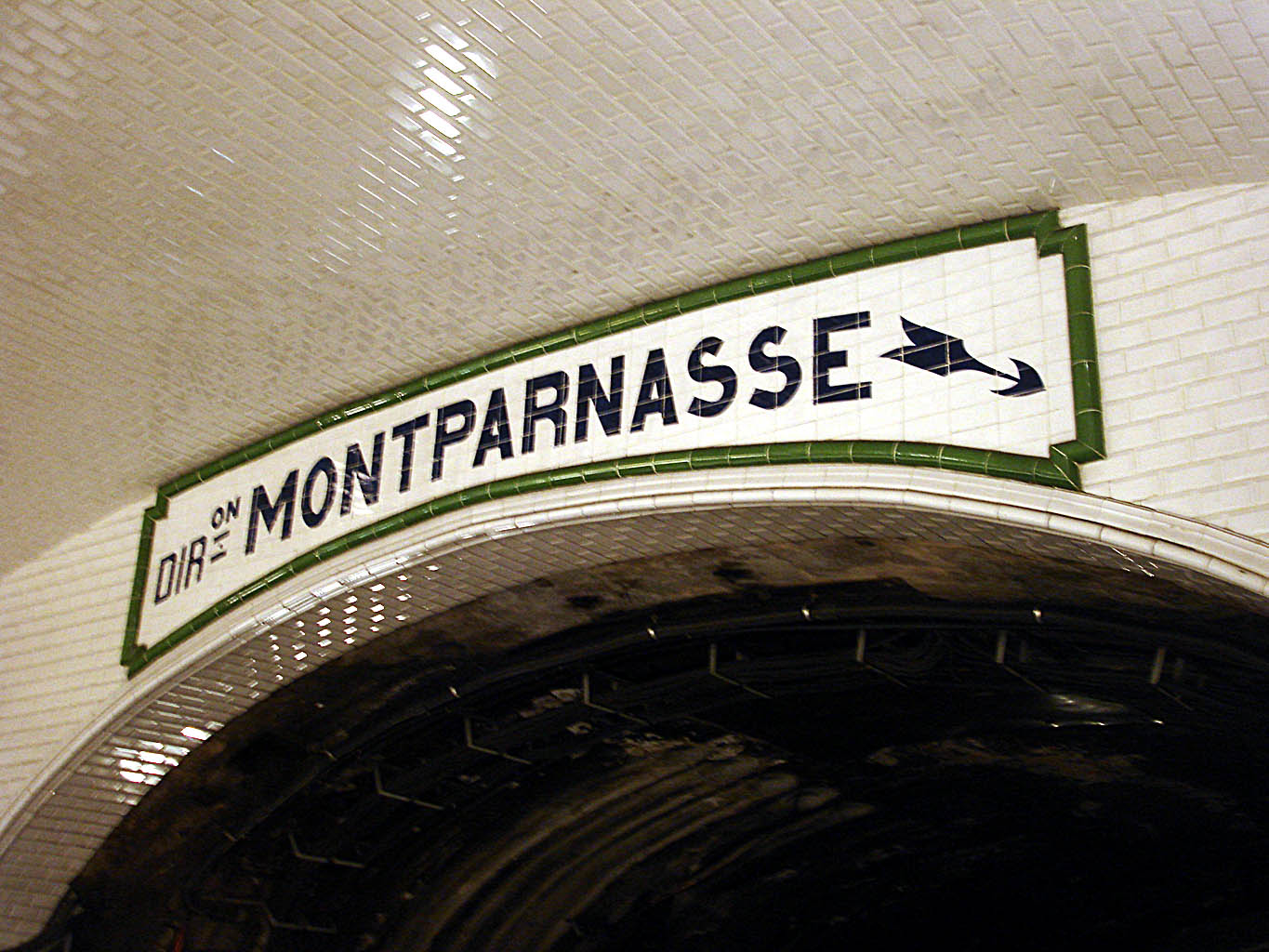
Tympan de la station avec indicateur de direction en faïence.
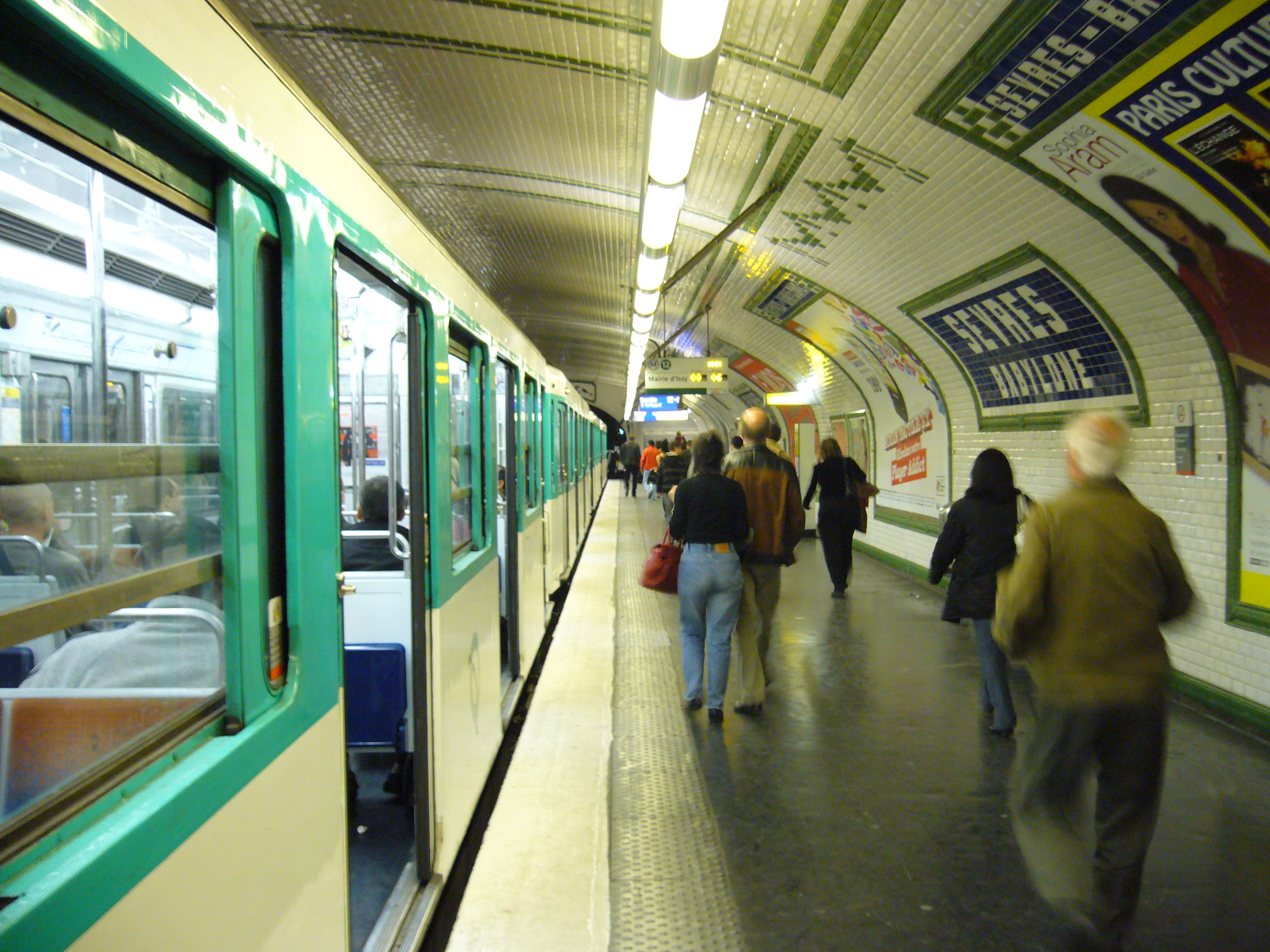
Rame MF 67 à quai.
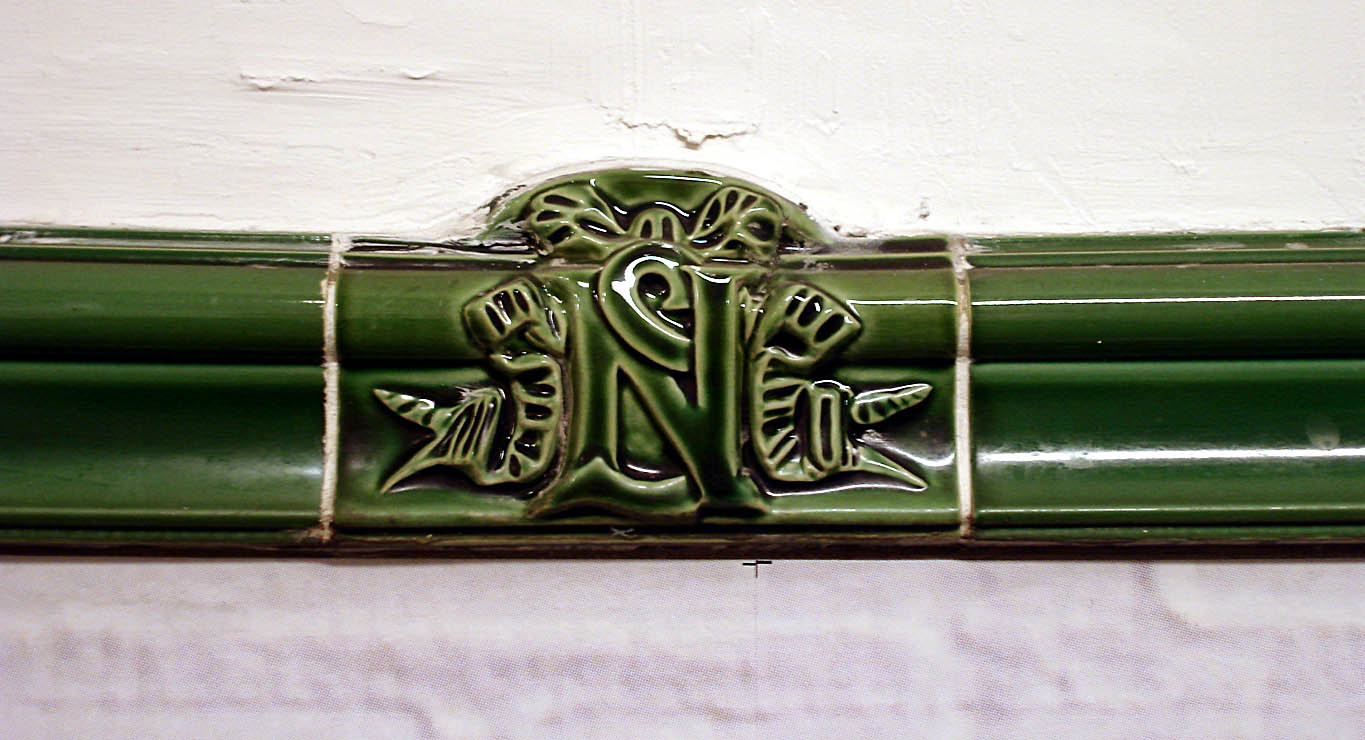
Détail d'un cadre publicitaire en faïence.